# Mesoplodon grayi
El zifio de Gray o delfín picudo de Gray (Mesoplodon grayi) es una especie de cetáceo odontoceto de la familia Ziphidae. Es uno de los miembros más conocidos del género Mesoplodon. El nombre científico es en referencia a John Edward Gray, zoólogo británico. Esta especie es bastante gregaria, se caracteriza por ser la única zifio presenta una numerosa dentadura. No se reconocen subespecies.

## Descripción
De color gris oscuro dorsal y coloración gris claro a blanco en el vientre, la mandíbula inferior y la zona de la garganta posee un cuerpo delgado y cabeza pequeña con frente plana. Su hocico es largo y fino, presentando dos surcos ventrales (en forma de V) en el área de la garganta. La aleta dorsal falcada, se ubica en el tercio posterior del dorso. Alcanza una longitud de entre 5,5 y 6 my un peso de cerca 4.800 kg.

## Población y distribución

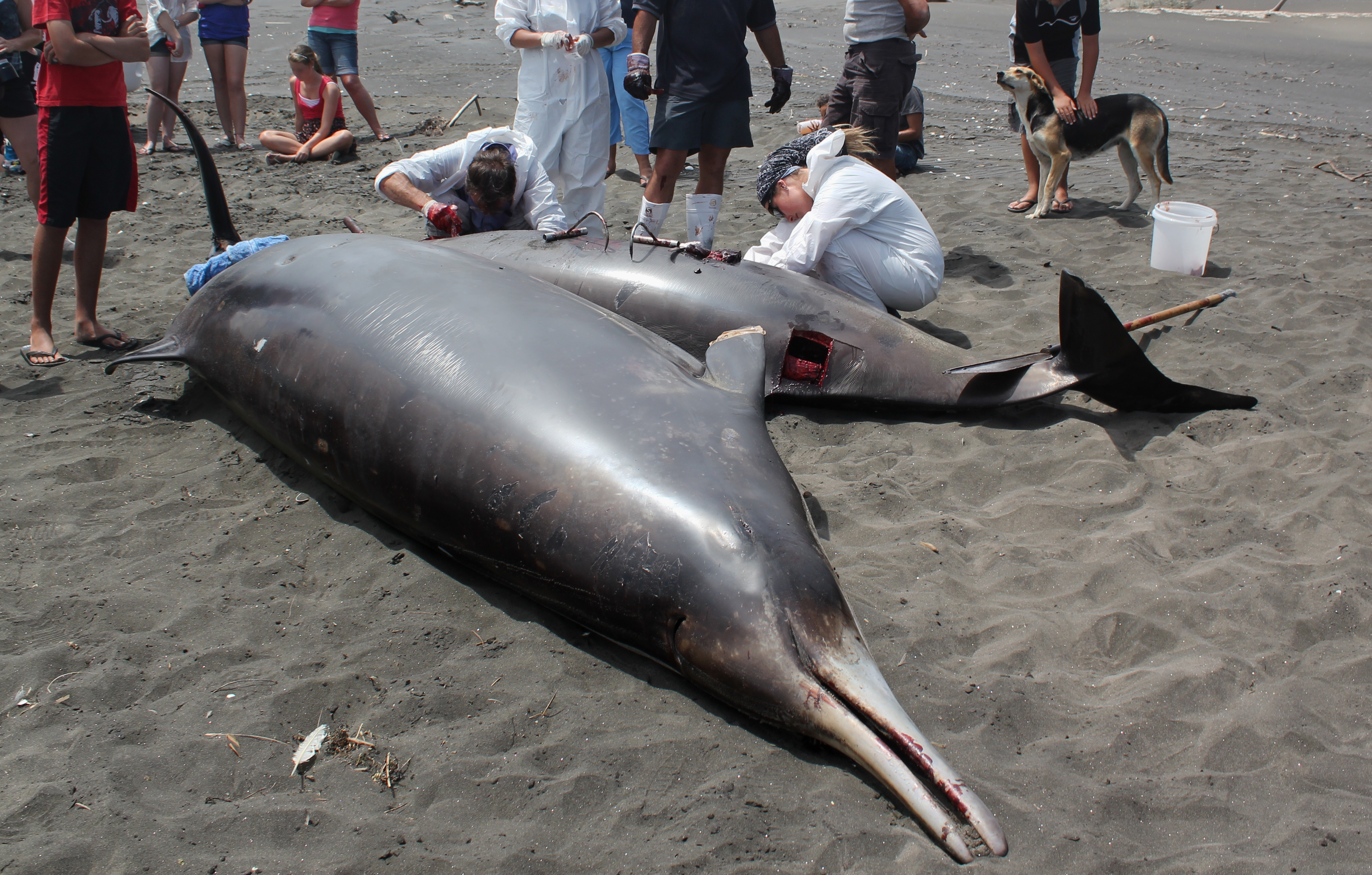
Zifios de Gray varados en la costa de Nueva Zelanda.

Esta especie es propia del hemisferio sur entre los 30 y los 45 grados. Se han registrado varamientos en Nueva Zelanda, Australia, Sudáfrica, América del Sur y las Islas Malvinas.
En el Atlántico norte es considerada como divagante, con avistamientos en la costa de Andalucía (España) y un varamiento registrado en la costa holandesa, el único en Europa.
No existen estimaciones de población, pero se cree que son bastante comunes.